# Botoșani (distrikt)
Botoșani er et distrikt i Moldavien i Rumænien med 452.834 (2002) indbyggere. Hovedstad er byen Botoșani.

## Byer
- Botoșani
- Dorohoi
- Darabani
- Săveni
- Flămânzi
- Bucecea
- Ştefănești

## Kommuner
| - Albești - Avrămeni - Bălușeni - Blândești - Brăești - Broscăuţi - Călărași - Candești - Concești - Copălău - Cordăreni - Corlăteni - Corni - Coșula | - Coţușca - Cristești - Cristinești - Curtești - Dersca - Dângeni - Dimăcheni - Dobârceni - Drăgușeni - Durnești - Frumușica - George Enescu - Gorbănești - Havârna | - Hănești - Hilișeu-Horia - Hlipiceni - Hudești - Ibănești - Leorda - Lozna - Lunca - Manoleasa - Mihai Eminescu - Mihăileni - Mihălășeni - Mileanca - Mitoc | - Nicșeni - Păltiniș - Pomârla - Prăjeni - Rădăuţi-Prut - Răchiţi - Răuseni - Ripiceni - Roma - Românești - Santa Mare - Stăuceni - Suharău - Suliţa | - Şendriceni - Ştiubieni - Todireni - Trușești - Tudora - Ungureni - Unţeni - Văculești - Viișoara - Vârfu Câmpului - Vlădeni - Vlăsinești - Vorniceni - Vorona |

## Demografi
47°50′N 26°49′Ø / 47.84°N 26.82°Ø